# Бій за висоту 262

Карта дій. Загальна ситуація

Карта боїв за висоту. 20 серпня 1944: Польські підрозділи на висоті 262 та канадські війська в районі Сен-Ламбера не мали достатньо сил стати на заваді німецьким формуванням, що проривалися крізь вузьку смужку з Фалезького котла, проте завдали серйозних втрат, та примусили противника кинути майже всю бойову техніку

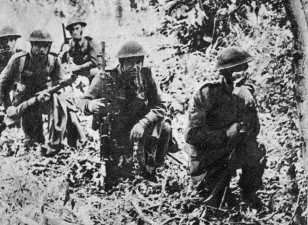
Польські війська на позиціях в ході боїв за висоту 262

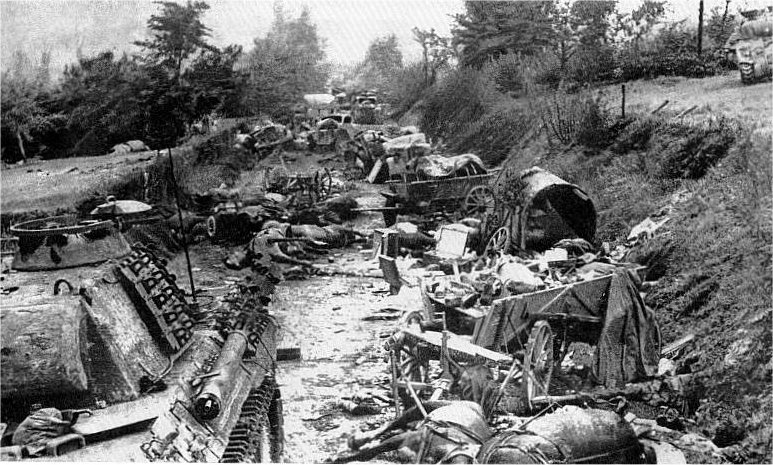
Знищена колона німецької техніки в ході боїв за висоту 262. На передньому плані підбитий німецький важкий танк PzKpfw V «Пантера»

Бій за висоту 262 або бій за висоту Мон Ормель (англ. Combat for Hill 262, пол. Bitwa o Mont Ormel) — низка боїв польських військ в період з 19 по 21 серпня 1944 року у ході операції «Оверлорд» за утримання ключової висоти, що панувала над місцем битви під час операції на оточення німецьких військ біля Фалезу. Висота Мон Ормель (262 м заввишки) займала стратегічно вигідну позицію в районі села Кудар в департаменті Орн у Нижній Нормандії.
З провалом спроби німецьких військ розгромити ударне угруповання англо-американських військ, котре вирвалося з Нормандського плацдарму, дві армії Вермахту опинилися у напівоточенні біля французького містечка Фалез. Єдиним напрямком прориву з оточення залишалася вузька смужка біля висоти Мон Ормель, що панувала над місцевістю.
19 серпня 1944 польські війська в ході операції «Трактабл» спромоглися оволодіти північним схилом височини, й незважаючи на перевагу противника в силах та ізоляцію від основних сил союзників, утримували ключову висоту протягом 3-х діб, ставши на заваді німецьким військам, що проривалися з «котла».

## Історія

### Передумови
25 липня 1944 року 1-ша американська армія генерал-лейтенанта Омара Бредлі розпочала операцію «Кобра». Незважаючи на те, що наступ мав на меті лише пробити коридор до Бретані, щоб вийти з бокажу, наступ спричинив крах німецької оборони в смузі американського сектора, коли група армій «B» генерал-фельдмаршала Гюнтера фон Клюге почала повільно відходити, а рештки своїх резервів, найбільш боєздатні частини витратила в контрнаступі операції «Льєж». Коли німецький лівий фланг розвалився, американці почали стрімке просування до Бретані, але велика концентрація німецьких сил, включаючи більшу частину бронетехніки, залишалася утримувати оборону у британському та канадському секторах нормандського плацдарму. Командувач сухопутними силами союзників генерал Бернард Монтгомері наказав 3-й американській армії генерала Джорджа Паттона наступати на північ в напрямку міста Фалез. Опанування цього міста відрізало б фактично всі німецькі сили, що продовжували оборонятися в Нормандії.
Поки американці наступали з півдня, а 2-га британська армія розвивала наступ із заходу, завдання завершити оточення лягло 1-шу канадську армію генерала Гаррі Крірара. Крірар і генерал-лейтенант Гай Сімондс, командир II канадського корпусу, спланували англо-канадський наступ, операцію «Тоталайз». Задумом операції передбачалося сприяти загальному наступу американських та британських військ та запобігти організованому відходу німецьких військ з Нормандії. До 9 серпня, незважаючи на початкові досягнення на хребті Вер'єр і поблизу Сенто, наступ зазнав невдачі. Сильна оборона Німеччини, нерішучість і коливання канадського командування заважали зусиллям союзників, і 4-та канадська та 1-ша польська бронетанкові дивізії зазнали значних втрат. Англо-канадські війська досягли висоти 195 на північ від Фалеза 10 серпня, але далі просунутися не змогли, і «Тоталайз» була припинена.
14 серпня після перегрупування канадські війська розпочали операцію «Трактабл»; через три дні Фалез був взятий. 1-ша польська бронетанкова дивізія розділилася на три бойові групи по одному бронетанковому полку та піхотному батальйону кожна й охопила сільську місцевість на північ від Шамбуа. Однак, наразившись на рішучий німецький опір, дивізія не змогла взяти Шамбуа, Кудар або хребет Мон-Ормель.
Поступово союзникам вдалося опанувати ключові позиції по периметру кільця оточення. Втім, незважаючи на те, що «мішок» було закрито, союзники ще не перебували на шляху прориву значних сил 7-ї армії, й їхні позиції піддалися шаленому штурму нацистів. Протягом дня броньована колона німецької 2-ї танкової дивізії прорвалася крізь оборону канадців у Сент-Ламберті, захопивши половину села та утримуючи дорогу відкритою протягом шести годин, поки її не вибили. Багато німців втекли цим шляхом, а численні невеликі групи протягом ночі пішки проникли до річки Дів.

### Бої за висоту

#### 19 серпня
Невдовзі після обіду 19 серпня бойова група Згожельського (1-й бронетанковий полк, 9-й піхотний батальйон і рота протитанкових гармат) провела атаку на Кудар і хребет Мон-Ормель. Поки частина бойової групи залишалася в Кударі, дві роти польського високогірного (Підгалянського) батальйону очолили штурм північної вершини, а за ними йшли ескадрони 1-го бронетанкового полку (підполковник Олександр Стефанович). Приблизно о 12:40 поляки досягли вершини, де взяли в полон кілька деморалізованих німців, перш ніж продовжити обстріл величезну, завдовжки 3,2 км, колону танків «Пантера», бронеавтомобілів, 88-мм і 105-мм гармат, «Небельверфер», вантажівок і багато возів, запряжених кіньми. Головні машини були швидко знищені, а «Пантери» через погане розташування не змогли вразити «Шермани» на вершині пагорба. Перемога була важко здобута протягом кількох годин; німці, незважаючи на те, що були «шоковані», виявивши, що висота 262 перебуває в руках поляків, швидко відповіли обстрілом з Nebelwerfer і протитанкових гармат. Поляки контратакували, і більше німців, у тому числі поранених, було взято в полон.
Близько 17:00 бойова група Кошуцького, що складалася з 2-го бронетанкового полку та 8-го піхотного батальйону, прибула на хребет, а о 19:30 за нею решта польського горянського батальйону та частини 9-го піхотного батальйону. Залишок 9-го піхотного батальйону та протитанкова рота залишилися в районі Буйшоса за 2 км (1,2 милі) на північ від Кудара, але основна частина двох бойових груп, близько 80 танків, 20 протитанкових гармат і близько 1500 піхоти була зосереджена на і навколо висоти 262. Хоча підполковник Здзіслав Шидловський, командир 9-м батальйону піхоти, отримав наказ зайняти південну вершину висоти 262, він не зробив цього відразу. З настанням темряви та під прикриттям густого диму від палаючої німецької колони в проході, що закривав поле бою, це вважалося надто небезпечним, щоб робити це до наступного світла. Поляки протрималися ніч, укріплюючи висоту 262, і закріплюючи південний, південно-західний і північно-східний підходи до своїх позицій.

#### 20 серпня
З приблизно 20 німецьких піхотних і бронетанкових дивізій, оточених у Фалезькому «мішку», близько дванадцяти все ще були боєздатними. Коли ці формування відступали на схід, вони відчайдушно билися, щоб утримати пролом у кільці оточення. Німецький прорив із кишені в ніч з 19 на 20 серпня відрізав польські бойові групи, що оборонялися на хребті Мон-Ормель.
Хоча поляки на висоті 262 могли почути рух із долини, окрім кількох мінометних снарядів, які впали на позиції 8-го піхотного батальйону, ніч пройшла без пригод. Не маючи повного контролю над висотою 262, поляки не змогли перешкодити великій кількості німецьких військ, які проривалися повз південні схили хребта. Нерівна, лісиста місцевість, перемежована густими живоплотами, ускладнювала контроль над землею на заході та південному заході вдень і робила його неможливим вночі. Коли розвиднилося зранку 20 серпня, Шидловський організував дві роти 9-го піхотного батальйону за підтримки 1-го бронетанкового полку для атаки через дорогу до висоти 262. Але, спроба польського наступу через уламки, що утворилися на перевалі, незабаром захлинулася.
Панування польських військ на командній висоті з видом на єдиний шлях з Нормандії стало серйозною перешкодою для відступу німців 7-ї армії. Генерал-фельдмаршал Вальтер Модель, який змінив фон Клюге двома днями раніше, санкціонував загальний відхід, добре знав про необхідність вибити «пробку» з пляшки, в якій опинилася 7-ма армія. Він наказав підрозділам 2-ї танкової дивізії СС «Дас Райх» і 9-ї танкової дивізії СС «Гогенштауфен», розташованих за межами кишені, атакувати висоту 262. О 09:00 позиції 8-го піхотного батальйону на північ і північний схід від висоти були атаковані, і до 10:30 німці були відкинуті.
Оточені німецькі формування, шукаючи шлях до втечі, просочувалися невеликими групами через прогалини в лініях оборони союзників між Труном і Шамбуа, прямуючи до хребта із заходу. Поляки бачили, як дорога з Шамбуа була забита військами та транспортними засобами, які намагалися проїхати вздовж долини Дів. Кілька колон, що рухалися з північного сходу, включно з танками та самохідною артилерією, були піддані годинному бомбардуванню з боку 3-го ескадрону 1-го бронетанкового полку, розбиваючи їх і розсіюючи їхню піхоту.

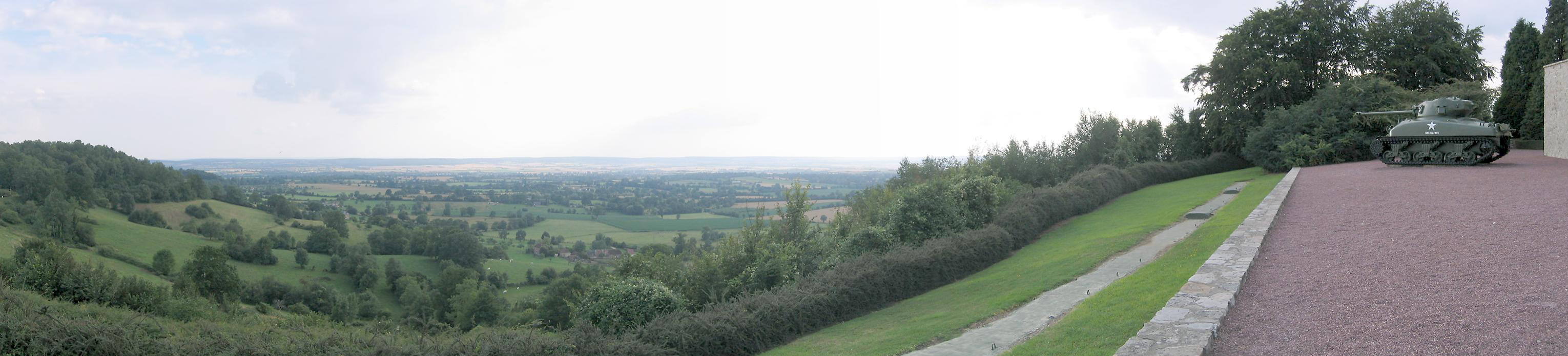
Сучасний вигляд висоти 262 (Мон Ормель)

Близько полудня німці відкрили артилерійсько-мінометний обстріл, який завдав втрат польським захисникам на хребті, тривав весь день. Приблизно в той самий час декільком підрозділам 10-ї, 12-ї СС і 116-ї танкових дивізій вермахту вдалося очистити коридор повз висоти 262, і до середини дня близько 10 000 німецьких військ вирвалися з кишені.
Батальйон 3-ї парашутної дивізії разом із бронетанковим полком 1-ї танкової дивізії СС тепер приєднався до штурму хребта. О 14:00 8-й піхотний батальйон на північних схилах хребта знову піддався атаці. Незважаючи на те, що піхота та бронетехніка, що наближалися до польських позицій, зрештою були відкинуті, була взята велика кількість полонених, а артилерія знову спричинила значних втрат. Поляків поступово відтіснили. Проте їм вдалося втримати контроль над північними схилами висоти 262 і добре скоординованим артилерійським вогнем продовжували завдавати шкоди німецьким частинам, які перетинали коридор.
Роздратований втратами своїх людей, командувач 7-ї армії СС-оберстгрупенфюрер Пауль Гауссер наказав «ліквідувати» польські позиції. О 15:00 значні сили, включаючи залишки 352-ї піхотної дивізії та кілька бойових груп 2-ї танкової дивізії СС, завдали великих втрат 8-му та 9-му піхотним батальйонам. До 17:00 атака була на піку, і поляки боролися з німецькими танками та піхотою всередині свого периметру оборони. Гренадери 2-ї танкової дивізії СС майже досягли вершини хребта, перш ніж їх атаку відбили польські захисники. Цілісність позиції була відновлена лише о 19:00, до цього часу поляки витратили майже всі свої боєприпаси, залишившись у небезпечній ситуації.

#### 21 серпня
Наступного ранку, незважаючи на погану льотну погоду, було зроблено спробу скинути боєприпаси польським військам на хребті з повітря. Подальші німецькі атаки були розпочаті вранці як із середини кишені вздовж дороги Шамбуа-Вімутьє, так і зі східного зовнішнього кільця оточення. Рейдами з напрямку Кудара вдалося пробити оборону поляків. Останні німецькі зусилля відбулися близько 11:00 — залишки есесівських частин проникли через лісисті пагорби до тилу перев'язувального пункту 1-го бронетанкового полку. Цей «самогубний» штурм був розбитий в упор 9-м піхотним батальйоном за допомогою танків 1-го бронетанкового полку з використанням зенітних кулеметів. Трасуючі боєприпаси кулеметів підпалили траву, вбиваючи поранених на схилі. У міру того, як останні піхотні атаки вщухлі, німецький артилерійський і мінометний вогонь по пагорбу також припинився.
Рухаючись від Шамбуа, розвідувальний полк 1-ї польської бронетанкової дивізії зробив спробу прорватися до своїх товаришів на висоті 262, але був помилково обстріляний захисниками хребта. Полк відступив після втрати двох танків «Кромвель». О 12:00 передовий польський патруль з хребта зіткнувся з канадським авангардом біля висоти 239. Канадські гвардійські гренадери досягли хребта трохи більше ніж через годину, провівши бій понад п'ять годин, знищивши на своєму маршруті дві «Пантери», Panzer IV і дві самохідні гармати. До 14:00, з прибуттям першої колони постачання, позиції польських військ були відновлені.

### Наслідки
Фалезький «мішок» до вечора 21 серпня був остаточно заблокований. Танки канадської 4-ї бронетанкової дивізії з'єдналися з польськими військами в Кударі, а канадські 3-тя і 4-та піхотні дивізії повністю опанували Сен-Ламбер і північний прохід до Шамбуа. Військові історики оцінюють польські втрати у 351 убитих і поранених і 11 втрачених танків, хоча Яримович наводить більші цифри: 325 убитих, 1002 поранених і 114 зниклих безвісти; приблизно 20 % бойового складу дивізії. Макгілврей оцінює втрати німців під час штурму хребта приблизно в 500 загиблих і ще 1000 полонених, більшість з яких з 12-ї танкової дивізії СС. Він також записує «десятки» знищених танків «Тигр», «Пантера» і Panzer IV, а також значну кількість артилерійських систем.
Хоча деякі оцінки свідчать, що до 100 000 німецьких військ, багато з яких були поранені, могли втекти з оточення союзників, в котлі захопили 40 000-50 000 полонених і понад 10 000 убитих. За словами військового історика Грегора Далласа: «Поляки закрили Фалезську кишеню. Поляки відкрили ворота до Парижа». Сімондс заявив, що «ніколи не бачив такого великого хаосу у своєму житті», і канадські інженери встановили на вершині висоти 262 знак — «Польське поле битви».